# South Stradbroke Island
South Stradbroke Island (w językach aborygeńskich: Minjerribah), potocznie South Straddie – wyspa leżąca w zatoce Moreton w australijskim stanie Queensland, na południe od Brisbane, stanowiąca północną część Gold Coast. Długa na 21 km i szeroka na 2,5 km jest mniejszą z dwóch wysp Stradbroke i leży bliżej kontynentu. 
Jest jedną z ponad 360 wysp w Zatoce Moreton. Na północnym zachodzie znajduje się Tipplers Passage, który oddziela wyspę od wielu pomniejszych wysepek znajdujących się bliżej kontynentu. Wschodnie wybrzeże wyspy graniczy z Morzem Koralowym. 
Wraz z North Stradbroke Island, Moreton oraz Bribie oddziela Zatokę Moreton od Morza Koralowego.  
Na South Stradbroke są pola wydm, pozostałości lasów deszczowych oraz mokradeł. Flora i fauna wyspy jest unikalna – walabia bagienna jest endemicznym gatunkiem dla archipelagu wysp Stradbroke, a kangur smukły, kiedyś prawie wymarły, powoli odradza się na wyspie. W wodach przybrzeżnych są siedliska siedliska diugoni.  

## Historia
Przed 1896 rokiem South Stradbroke Island była częścią większej wyspy, lecz w tym roku potężny sztorm sprawił, że morze rozdzieliło pierwotną wyspę na dwie: North Stradbroke Island i South Stradbroke Island, tworząc między nimi cieśninę Jumpinpin Channel. 
W 2009 roku na wyspie kręcono zdjęcia do filmu Opowieści z Narnii: Podróż Wędrowca do Świtu.

## Populacja
Według spisu ludności z 2011 roku na wyspie na stałe mieszkało 101 osób, z czego 64 obywateli stanowili mężczyźni, a 37 kobiety. Mediana wieku wynosiła 54 lata, a większość mieszkańców wyspy stanowili emeryci. W okresie wakacyjnym liczba ludności znacząco się powiększa, ze względu na czasowy pobyt tu turystów.

## Rekreacja i ochrona walorów przyrodniczych
Na wyspie znajduje się park ochrony natury o powierzchni 1800 hektarów umożliwiający dostęp do rodzimej przyrody. W parku możliwe jest uprawianie turystyki pieszej i wędkowanie w oceanie. Wyspa jest popularnym miejscem turystycznym, znajduje się na niej wiele kempingów i pól namiotowych, a także kotwicowisko oraz port. Atrakcją turystyczną są walabie,  m.in. ze względu na dołączanie do obozowiczów przy ogniskach i kradzieże chleba z namiotów turystów. 